# Denis Dmitriyevich Cheryshev
Denis Dmitriyevich Cheryshev (tiếng Nga: Денис Дмитриевич Черышев; sinh ngày 26 tháng 12 năm 1990) là cầu thủ bóng đá người Nga thi đấu ở vị trí tiền vệ cánh cho câu lạc bộ Valencia tại La Liga.
Trưởng thành từ lò đào tạo của Real Madrid, Cheryshev từng thi đấu cho nhiều đội bóng Tây Ban Nha là Sevilla, Villarreal và Valencia.
Cheryshev bắt đầu thi đấu cho đội tuyển Nga từ năm 2012. Tuy nhiên đến năm 2018 anh mới tham dự giải đấu lớn đầu tiên cùng đội tuyển là FIFA World Cup 2018 tổ chức tại quê nhà và đã có 4 bàn thắng tại giải đấu này.

## Sự nghiệp câu lạc bộ
Cheryshev sinh ra tại Nizhny Novgorod nhưng anh đã đến Tây Ban Nha cùng với bố anh là ông Dmitri Cheryshev từ năm 6 tuổi khi bố anh trở thành cầu thủ của Sporting Gijon. Cheryshev gia nhập học viện đào tạo trẻ của Sporting Gijón cho đến năm 10 tuổi trước khi chuyển đến Burgos.

### Real Madrid
Cheryshev đến Real Madrid vào năm 2002. Anh bắt đầu thi đấu cho đội trẻ Real Madrid Castilla tại Segunda División B từ mùa giải 2008-09. Mùa giải 2011-12, anh cùng Real Madrid Castilla thăng hạng Segunda División.
Tháng 9 năm 2013, Cheryshev được Madrid đem cho mượn tại Sevilla
Đến mùa bóng 2014–15, anh được cho mượn tại Villarreal.
Cheryshev có bàn thắng đầu tiên cho Real Madrid vào ngày 2 tháng 12 năm 2015 trong chiến thắng 3-1 trước Cádiz CF tại Copa del Rey 2015–16. Tuy nhiên đáng lẽ ra anh phải nghỉ thi đấu trận này do đã nhận ba thẻ vàng trong màu áo Villarreal mùa trước. Vì vậy, Liên đoàn bóng đá Hoàng gia Tây Ban Nha đã ra quyết định loại Real khỏi giải đấu do đưa vào sân cầu thủ không hợp lệ.

#### Valencia (cho mượn)
Ngày 1 tháng 2 năm 2016, Cheryshev được cho mượn tại Valencia cho đến hết mùa giải. Chỉ hai ngày sau đó anh anh có trận đầu tiên cho Valencia khi vào sân thay người trong trận thua đậm Barcelona 7–0 tại bán kết Copa del Rey. Ngày 13 tháng 2, anh có pha lập công đầu tiên cho Valencia đem về chiến thắng 2–1 trước Espanyol tại La Liga.

### Villareal
Ngày 15 tháng 6 năm 2016, Cheryshev chính thức trở thành cầu thủ của Villarreal với bản hợp đồng đến năm 2021, phí chuyển nhượng ước tính 8 triệu £.

#### Valencia (cho mượn)
Ngày 14 tháng 8, Cheryshev một lần nữa trở thành cầu thủ của Valencia và cũng dưới dạng cho mượn sau khi Valencia đạt được thỏa thuận với Villareal mượn anh đến hết mùa giải 2018-19. Ngày 2 tháng 9, anh có pha lập công đầu tiên trong mùa giải 2018-19 ở trận hòa 2-2 với Levante UD vòng 2 La Liga.

### Valencia
Vào ngày 29 tháng 6 năm 2019, Valencia đã ký hợp đồng với anh với khoản phí 6 triệu euro.

## Sự nghiệp đội tuyển quốc gia

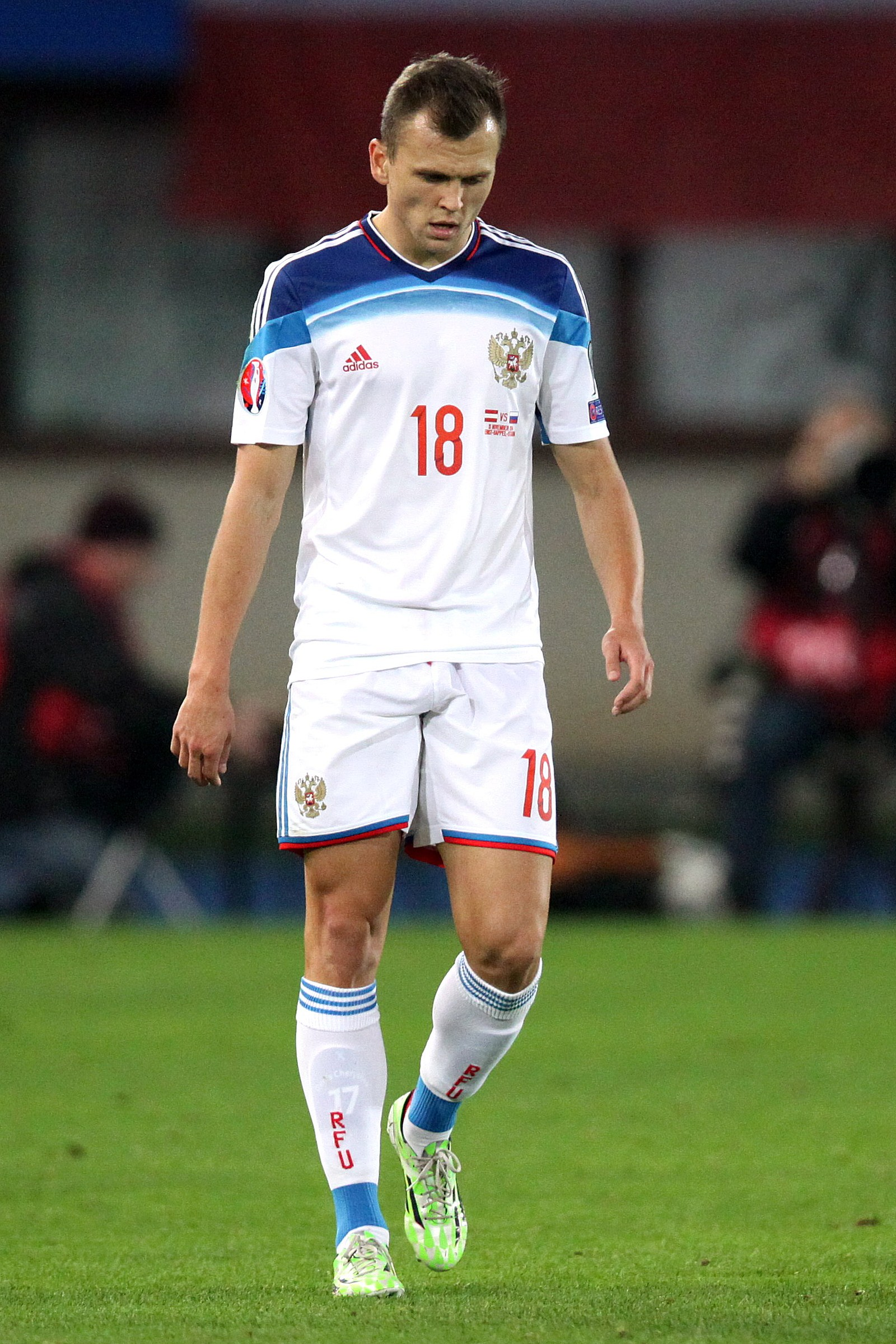
Cheryshev trong trận đấu tại vòng loại Euro 2016 với Áo vào năm 2014

Cheryshev được triệu tập vào Đội tuyển bóng đá quốc gia Nga lần đầu tiên vào tháng 11 năm 2012 và ngày 14 tháng 11, anh có trận ra mắt khi Nga đấu giao hữu với Mỹ và hòa 2-2.
Cheryshev không có cơ hội tham dự World Cup 2014 khi bị huấn luyện viên Fabio Capello loại khỏi danh sách 23 cầu thủ sau cùng. Hai năm sau đó, anh cũng lỡ mất cơ hội tham dự Euro 2016 vì chấn thương.
Sau khi vắng mặt tại đội tuyển hơn hai năm, Cheryshev trở lại vào ngày 27 tháng 3 năm 2018 trong trận giao hữu với Pháp.

### World Cup 2018
Năm 2018, Cheryshev có cơ hội tham dự giải đấu lớn đầu tiên cho đội tuyển ngay tại quê hương là World Cup 2018. Trong trận đấu khai mạc với Saudi Arabia ngày 14 tháng 6, sau khi vào sân từ ghế dự bị thay cho Alan Dzagoev bị chấn thương, anh đã lập cú đúp giúp đội tuyển Nga giành chiến thắng đậm 5-0, trong đó bàn thắng thứ hai là pha vẩy má ngoài đẳng cấp từ sát vòng 16m50. Đây cũng là những bàn thắng đầu tiên của anh trong màu áo đội tuyển Nga và anh cũng trở thành cầu thủ dự bị đầu tiên ghi bàn trong một trận khai mạc World Cup. Trong trận đấu thứ hai bảng A gặp Ai Cập, anh có thêm một bàn thắng trong chiến thắng trước đại diện châu Phi với tỉ số 3-1. Tuyển Nga lọt vào vòng đấu loại trực tiếp ở vị trí thứ hai bảng A với 6 điểm sau khi để thua Uruguay 3-0 ở lượt trận cuối vòng bảng, trận đấu mà Cheryshev đã có một pha phản lưới nhà sau nỗ lực ngăn cản cú sút của Diego Laxalt.
Đội tuyển Nga sau đó gây bất ngờ lớn khi loại ứng cử viên vô địch Tây Ban Nha ở vòng 16 đội, trong đó Cheryshev là một trong những cầu thủ đá thành công ở loạt luân lưu của tuyển Nga. Ở trận tứ kết gặp Croatia, Cheryshev chính là cầu thủ mở tỉ số trận đấu bằng một cú sút xa và bàn thắng này về sau đã được nằm trong số 10 bàn thắng tranh giải Bàn thắng đẹp nhất năm 2018 của FIFA. Tuy nhiên chung cuộc Nga để thua Croatia 4-3 ở loạt sút luân lưu. Tổng cộng anh đã có 4 bàn thắng ở kỳ World Cup này.
Ngày 7 tháng 9 năm 2018, Cheryshev trở thành cầu thủ Nga đầu tiên ghi bàn tại giải đấu mới của UEFA là UEFA Nations League trong chiến thắng 2-1 trước Thổ Nhĩ Kỳ.

## Thống kê sự nghiệp

### Câu lạc bộ
Tính đến 4 tháng 4 năm 2021
| Câu lạc bộ          | Mùa giải            | Giải đấu            | Giải đấu | Giải đấu | Cúp quốc gia | Cúp quốc gia | Châu Âu | Châu Âu | Tổng cộng | Tổng cộng |
| Câu lạc bộ          | Mùa giải            | Hạng                | Trận     | Bàn      | Trận         | Bàn          | Trận    | Bàn     | Trận      | Bàn       |
| ------------------- | ------------------- | ------------------- | -------- | -------- | ------------ | ------------ | ------- | ------- | --------- | --------- |
| Real Madrid B       | 2008–09             | Segunda División B  | 9        | 0        | 0            | 0            | 0       | 0       | 9         | 0         |
| Real Madrid B       | 2010–11             | Segunda División B  | 32       | 3        | 0            | 0            | 0       | 0       | 32        | 3         |
| Real Madrid B       | 2011–12             | Segunda División B  | 34       | 8        | 0            | 0            | 0       | 0       | 34        | 8         |
| Real Madrid B       | 2012–13             | Segunda División    | 34       | 11       | 0            | 0            | 0       | 0       | 34        | 11        |
| Tổng cộng           | Tổng cộng           | Tổng cộng           | 109      | 22       | 0            | 0            | 0       | 0       | 109       | 22        |
| Real Madrid         | 2012–13             | La Liga             | 0        | 0        | 1            | 0            | 0       | 0       | 1         | 0         |
| Sevilla (mượn)      | 2013–14             | La Liga             | 4        | 0        | 0            | 0            | 1       | 0       | 5         | 0         |
| Villarreal (mượn)   | 2014–15             | La Liga             | 26       | 4        | 6            | 1            | 8       | 2       | 40        | 7         |
| Real Madrid         | 2015–16             | La Liga             | 2        | 0        | 1            | 1            | 3       | 0       | 6         | 1         |
| Tổng cộng           | Tổng cộng           | Tổng cộng           | 2        | 0        | 1            | 1            | 3       | 0       | 7         | 1         |
| Valencia (mượn)     | 2015–16             | La Liga             | 7        | 3        | 1            | 0            | 0       | 0       | 8         | 3         |
| Villarreal          | 2016–17             | La Liga             | 11       | 0        | 1            | 0            | 6       | 0       | 18        | 0         |
| Villarreal          | 2017–18             | La Liga             | 24       | 2        | 3            | 1            | 5       | 1       | 32        | 4         |
| Tổng cộng           | Tổng cộng           | Tổng cộng           | 61       | 6        | 10           | 2            | 19      | 3       | 90        | 11        |
| Valencia (mượn)     | 2018–19             | La Liga             | 27       | 2        | 7            | 1            | 7       | 1       | 41        | 4         |
| Valencia            | 2019–20             | La Liga             | 24       | 1        | 0            | 0            | 6       | 2       | 31        | 3         |
| Valencia            | 2020–21             | La Liga             | 14       | 0        | 1            | 0            | —       | —       | 15        | 0         |
| Tổng cộng           | Tổng cộng           | Tổng cộng           | 72       | 6        | 9            | 1            | 13      | 3       | 95        | 10        |
| Tổng cộng sự nghiệp | Tổng cộng sự nghiệp | Tổng cộng sự nghiệp | 248      | 34       | 21           | 4            | 36      | 6       | 306       | 44        |

### Quốc tế
| Đội tuyển quốc gia | Năm       | Trận | Bàn |
| ------------------ | --------- | ---- | --- |
| Nga                |           |      |     |
| 2012               | 1         | 0    |     |
| 2013               | 1         | 0    |     |
| 2014               | 5         | 0    |     |
| 2015               | 2         | 0    |     |
| 2018               | 11        | 6    |     |
| 2019               | 5         | 4    |     |
| 2020               | 5         | 1    |     |
| 2021               | 3         | 0    |     |
| Tổng cộng          | Tổng cộng | 33   | 12  |

#### Bàn thắng quốc tế
|     | Ngày                 | Địa điểm                                           | Đối thủ     | Bàn thắng | Kết quả        | Giải đấu                    |
| --- | -------------------- | -------------------------------------------------- | ----------- | --------- | -------------- | --------------------------- |
| 1.  | 14 tháng 6 năm 2018  | Sân vận động Luzhniki, Moscow, Nga                 | Ả Rập Xê Út | 2–0       | 5–0            | World Cup 2018              |
| 2.  | 14 tháng 6 năm 2018  | Sân vận động Luzhniki, Moscow, Nga                 | Ả Rập Xê Út | 4–0       | 5–0            | World Cup 2018              |
| 3.  | 19 tháng 6 năm 2018  | Sân vận động Krestovsky, Saint Petersburg, Nga     | Ai Cập      | 2–0       | 3–1            | World Cup 2018              |
| 4.  | 7 tháng 7 năm 2018   | Sân vận động Fisht Olympic, Sochi, Nga             | Croatia     | 1–0       | 2–2 (3–4 pen.) | World Cup 2018              |
| 5.  | 7 tháng 9 năm 2018   | Sân vận động Senol Gunes, Trabzon, Thổ Nhĩ Kỳ      | Thổ Nhĩ Kỳ  | 1–0       | 2–1            | UEFA Nations League 2018–19 |
| 6.  | 15 tháng 10 năm 2018 | Sân vận động Fisht Olympic, Sochi, Nga             | Thổ Nhĩ Kỳ  | 2–0       | 2–0            | UEFA Nations League 2018–19 |
| 7.  | 21 tháng 3 năm 2019  | Sân vận động Nhà vua Baudouin, Brussels, Bỉ        | Bỉ          | 1–1       | 1–3            | Vòng loại Euro 2020         |
| 8.  | 24 tháng 3 năm 2019  | Astana Arena, Astana, Kazakhstan                   | Kazakhstan  | 1–0       | 4–0            | Vòng loại Euro 2020         |
| 9.  | 24 tháng 3 năm 2019  | Astana Arena, Astana, Kazakhstan                   | Kazakhstan  | 2–0       | 4–0            | Vòng loại Euro 2020         |
| 10. | 13 tháng 10 năm 2019 | Sân vận động GSP, Nicosia, Síp                     | Síp         | 1–0       | 5–0            | Vòng loại Euro 2020         |
| 11. | 13 tháng 10 năm 2019 | Sân vận động GSP, Nicosia, Síp                     | Síp         | 5–0       | 5–0            | Vòng loại Euro 2020         |
| 12. | 15 tháng 11 năm 2020 | Sân vận động Olympic Atatürk, Istanbul, Thổ Nhĩ Kỳ | Thổ Nhĩ Kỳ  | 1–0       | 2–3            | UEFA Nations League 2020–21 |

## Danh hiệu
Real Madrid Castilla
- Segunda División B: 2011–12

Sevilla
- UEFA Europa League: 2013–14